# Australosymmerus truncatus
Australosymmerus truncatus är en tvåvingeart som beskrevs av Munroe 1974. Australosymmerus truncatus ingår i släktet Australosymmerus och familjen hårvingsmyggor. Inga underarter finns listade i Catalogue of Life.